# Buddleja perfoliata
Buddleja perfoliata, conocida comúnmente como salvia de bolita, es una especie de arbusto perteneciente a la familia de las escrofulariáceas. Es un endemismo de las praderas xerófilas del centro de México a una altitud de 1500 a 2700 metros sobre el nivel del mar.

## Descripción

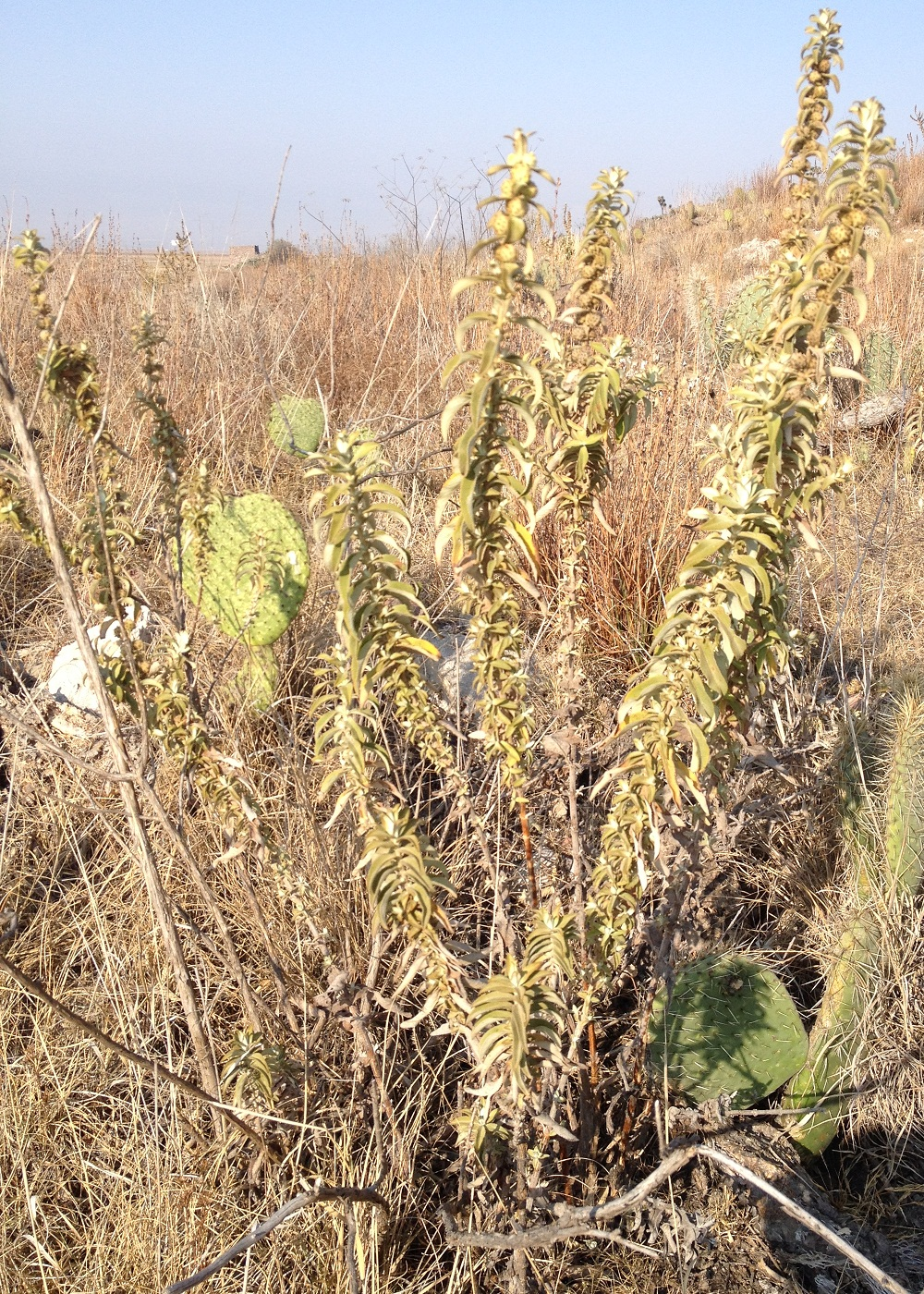
Vista de la planta

Buddleja perfoliata es un pequeño arbusto dioico que alcanza un tamaño de 80 cm a 2 m de altura en estado silvestre, muy ramificado y con una corteza gris-negra. Las ramas jóvenes son subcuadrangulares y tomentosas, teniendo hojas sésiles lanceoladas a elípticas opuestas, subcoriáceas y rugosas, con denso fieltro tomento que cubre ambas superficies. Las inflorescencias son amarillas, fragantes de salvia; miden entre 5 y 25 cm de largo y comprenden de 5 a 26 pares de cabezas que nacen en las axilas de las hojas, cada cabeza de aproximadamente 1 cm de diámetro con 30 a 40 flores.

## Taxonomía
Buddleja perfoliata fue descrita en 1818 por Carl Sigismund Kunth en Nova Genera et Species Plantarum (quarto ed.) 2(ed. quarto): 346.

### Etimología
Buddleja: nombre genérico otorgado en honor de Adam Buddle (1662-1715), clérigo y botánico inglés
perfoliata: epíteto latino que significa "con las hojas unidas alrededor del tallo"

### Sinonimia
- Buddleja sphaerantha Cham. & Schltdl.[5]